# رضا بالحاج (سياسي)
رضا بلحاج، وولد في 16 فيفري 1962 بتونس، هو موظف سامي ، محامي ورجل سياسي تونسي.
كاتب عام للحكومة ثم وزير معتمد لدى رئيس الحكومة في حكومة الباجي قايد السبسي، أصبح في 2015 مدير مكتب رئيس الجمهورية التونسية إلى يوم 1 فيفري 2016.